# Euphorbia clavigera
Euphorbia clavigera är en törelväxtart som beskrevs av Nicholas Edward Brown. Euphorbia clavigera ingår i släktet törlar, och familjen törelväxter. Inga underarter finns listade i Catalogue of Life.

## Bildgalleri

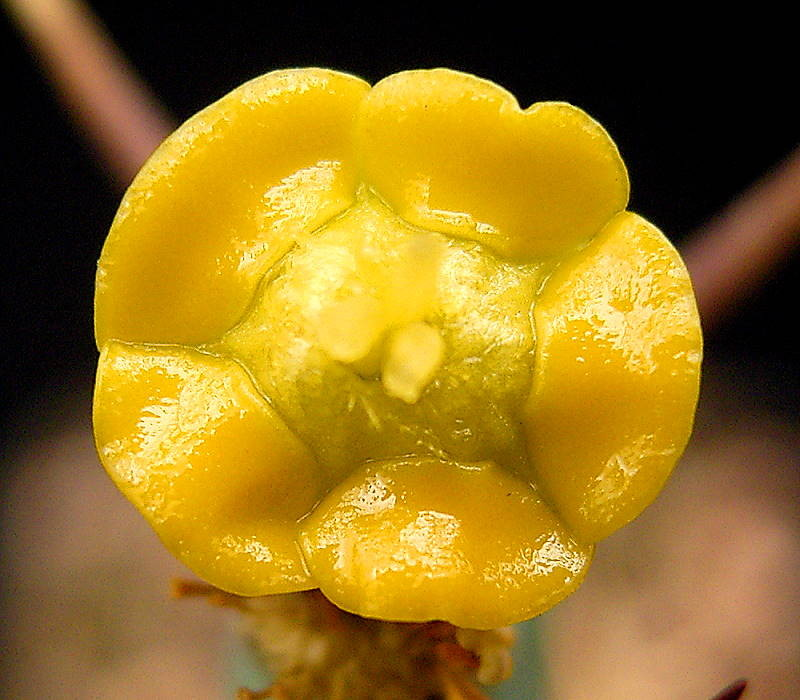